# Metacnephia pallipes
Metacnephia pallipes är en tvåvingeart som först beskrevs av Fries 1824.  Metacnephia pallipes ingår i släktet Metacnephia och familjen knott. Inga underarter finns listade i Catalogue of Life.